# Keith O’Brien
Keith Michael Patrick O’Brien (ur. 17 marca 1938 w Ballycastle, zm. 19 marca 2018 w Newcastle upon Tyne) – szkocki duchowny katolicki, arcybiskup metropolita St Andrews i Edynburga i przewodniczący Konferencji Biskupów Szkocji, kardynał.

## Życiorys
Studiował na uniwersytecie i seminarium w Edynburgu; przyjął święcenia kapłańskie (również w Edynburgu) z rąk kardynała Gordona Graya 3 kwietnia 1965. Przez 20 lat prowadził działalność duszpasterską w archidiecezji Saint Andrews i Edynburg; był także kapelanem w kilku szkołach.
30 maja 1985 został mianowany arcybiskupem Saint Andrews i Edynburga; sakry biskupiej udzielił mu 5 sierpnia 1985 odchodzący w stan spoczynku metropolita kardynał Gray. W 1996 pełnił krótko obowiązki administratora apostolskiego diecezji Argyll. Wziął udział w II specjalnej sesji Światowego Synodu Biskupów w Watykanie, poświęconej Kościołowi europejskiemu (październik 1999). Był związany z zakonami Kawalerów Maltańskich (Baliw Wielkiego Krzyża Honoru i Dewocji) i Rycerzy Grobu Pańskiego w Jerozolimie (Kawaler Krzyża Wielkiego).
W latach 2002–2012 był przewodniczącym Konferencji Episkopatu Szkocji.
21 października 2003 Jan Paweł II mianował go kardynałem z tytułem prezbitera Santi Gioacchino e Anna al Tuscolano.
Brał udział w konklawe 2005, które wybrało papieża Benedykta XVI. 25 lutego 2013 papież Benedykt XVI przyjął jego rezygnację z urzędu arcybiskupa złożoną ze względu na wiek. O’Brien zrezygnował także dobrowolnie z udziału w konklawe 2013 z powodu ujawnionch przypadków molestowania przez niego młodych księży i seminarzystów w latach 80. XX wieku oraz trwania w wieloletnim związku homoseksualnym.
20 marca 2015 papież Franciszek przyjął jego rezygnację z wszystkich uprawnień przysługujących mu jako kardynałowi Świętego Kościoła Rzymskiego. O’Brien zachował do śmierci honorowy tytuł kardynała, wraz z kościołem tytularnym, jednak bez prawa do udziału w konklawe, w zgromadzeniach konsystorza i jakichkolwiek innych publicznych wydarzeniach z życia Kościoła. 17 marca 2018 O’Brien ukończył 80 lat, osiągając wiek równoznaczny z utratą prawa udziału w konklawe niezależnie od tej rezygnacji. Zmarł dwa dni później.